# Иван Кишелски
Иван Попкиров Кишелски (на руски: Иван Кирович Кишельский) е руски офицер от български произход, генерал-майор. Участник в Руско-турската война (1877 – 1878).

## Биография
Иван Кишелски е роден през 1826 г. в Котел в семейството на образования свещеник Киро Хараламбов. Учи в гръцкото училище Велика народна школа в Цариград.
Заминава за Русия и се записва във 2-ра Киевска гимназия (1847 – 1851). Следва в Киевския университет. Като отличник получава „професорска издръжка“ и е приет в Математическия факултет на Киевския университет „Свети Владимир“.
Участва в Кримската война (1853 – 1856) като доброволец и преводач в щаба на Руската армия. Малко по-късно служи в 45-и Азовски пехотен полк при обсадата на Силистра. Под командването на генерал-лейтенант Андрей Хрулев участва в отбраната на Севастопол и показва изключителна смелост и военен талант.
След войната остава на руска военна служба и пътува инкогнито из България с разузнавателна цел (1857). Служи в Кабардинския пехотен полк от 1858 г.
Участва в Кавказката война. Служи в Одеса и подпомага с муниции организирането на български чети (1858 – 1868). Ординарец е на княз Владимир Черкаски.
Изпратен е в Румъния през есента на 1876 г. Организира събиране на разузнавателни сведения за турската армия, като използва средите на българската емиграция. Подпомага българските чети и национал-революционните дейци. Участва в създаването на Българското книжовно дружество в Браила. Съставя политическа програма за освобождението на България „Проект на безсмъртното общество“.
Участва в Руско-турската война (1877 – 1878).
Взема участие във формирането на Българското опълчение. Участва във военните действия като командир на подривна и разузнавателна чета от 250 българи-доброволци. След края на войната служи във Временното руско управление.
В свободна България последователно е губернатор на Варна (11 май 1878 - 6 септември 1878) и Видин (9 декември 1878 - 19 юли 1879). Установява се в Одеса с идеята да се върне в България, но заболява тежко и умира.
Автор е на първия български военно-приложен труд „Ръководство за успешен бой с турците“ (Букурещ, Печатница на в-к „Стара планина“, 1876).
Част от архивите му се съхраняват във фонд №3 на Българския исторически архив в Националната библиотека „Св. св. Кирил и Методий“.

## Военни звания
- Прапорщик (27 май 1855)
- Подполковник (12 юни 1865)
- Полковник (6 февруари 1870)
- Генерал-майор (1 януари 1879)

## Награди
- Знак за отличие на Военния орден „Св. Георги“ (1855)
- Орден „Света Анна“ IV степен за храброст (1855)
- Орден „Света Анна“ III степен с мечове (1855)
- Орден „Свети Станислав“ II степен с мечове (1860)
- Златна оръжие „За храброст“ (13 октомври 1862)
- Орден „Свети Станислав“ II степен с императорска корона (1868)
- Орден „Света Анна“ II степен (1874)
- Орден „Свети Владимир“ IV степен с лента (1875, за 25-годишна безупречна служба)
- Орден „Меджидие“ V степен (Османска империя, 1865)